# Brigadas dos Mártires de Al-Aqsa
As Brigadas dos Mártires de Al-Aqsa (em árabe: كتائب شهداء الأقصى) são uma coligação de milícias palestinianas na Cisjordânia. O nome do grupo faz referência à Mesquita de Al-Aqsa, em Jerusalém Oriental. Diferentemente de outros grupos militantes palestinianos, como o Hamas, as brigadas não são fundamentalistas islâmicas. O grupo foi designado como um grupo terrorista por Israel, Estados Unidos, Canadá, União Europeia e Japão.
Não se sabe ao certo se as brigadas têm uma relação directa com os líderes do Fatah. A liderança das brigadas e seus membros comuns já se identificaram como a ala militar do Fatah, e sua página na Internet, assim como os cartazes que penduram, mostram o emblema da organização. A liderança do Fatah já declarou nunca ter tomado uma decisão a respeito de criar as brigadas, ou torná-las a sua ala militante. Desde 2002 os líderes do Fatah vem tentando fazer com que as brigadas parem de atacar civis israelitas.
Em Novembro de 2003 jornalistas da BBC descobriram um pagamento, feito pelo Fatah, de 50 000 dólares por mês, para a Al-Aqsa.. Esta investigação, juntamente com documentos obtidos pelas FDI levaram Israel a concluir que as Brigadas dos Mártires de Al-Aqsa sempre foi directamente financiada por Yasser Arafat. Em junho de 2004 o então primeiro-ministro da Autoridade Palestina, Ahmed Qurei, afirmou abertamente: "Nós declaramos claramente que as Brigadas dos Mártires de Al-Aqsa fazem parte do Fatah. Estamos comprometidos com eles, e o Fatah assume a completa responsabilidade pelo grupo." Em Julho, o mesmo Qurei declarou: "As Brigadas dos Mártires de Al-Aqsa, ala militar do movimento Fatah, não serão dissolvidas, e o Fatah nunca abrirá mão de sua ala militar."
Israel prendeu Marwan Barghouti, um dos líderes do grupo, em Abril de 2002, e em Agosto do mesmo ano o indiciou por múltiplas acusações de homicídio, e por pertencer a uma organização terrorista.

## Histórico de actividades
As brigadas de Al-Aqsa são responsáveis por dúzias de atentados suicidas e tiroteios contra veículos israelitas na Cisjordânia.
Alguns dos atentados cometidos pelo grupo incluem:
- 2 de Março de 2002: Beit Yisrael, Jerusalém - 11 mortos.
- 5 de Janeiro de 2003: Estação central de ônibus, no sul de Tel Aviv - 22 mortos.
- 29 de Janeiro de 2004: Rehavia, Jerusalém, linha 19 de ônibus - 11 mortos.
- 14 de Março de 2004: Porto de Asdode - 10 mortos (em conjunto com o Hamas).

Em 16 de Outubro de 2005 a Brigada dos Mártires de Al-Aqsa alegou a responsabilidade por um tiroteio na Junção de Gush Etzion, matando três israelitas e ferindo três outros.
Em 24 de Março de 2004 um adolescente palestino chamado Hussam Abdo foi capturado num posto de controlo das Forças de Defesa de Israel, carregando um cinto explosivo. Após a sua prisão, uma célula de militantes adolescentes da Brigada dos Mártires de Al-Aqsa foi exposta e presa em Nablus. Em 23 de Setembro de 2004 um terrorista suicida com 15 anos pertencente à facção foi preso pelo exército israelita.
As brigadas, como muitos grupos de milícia, são célebres pelo seu uso de cartazes e posteres promocionais, nas principais cidades dos territórios palestinianos. Foram responsáveis por ataques tanto a israelitas quanto aos próprios palestinianos; em Novembro e Dezembro de 2003, as Brigadas dos Mártires de Al-Aqsa mataram o irmão de Ghassan Shakaa, prefeito de Nablus. Em Fevereiro de 2004 Shakaa pediu demissão de seu cargo, em protesto contra a falta de acção da Autoridade Palestina contra as milícias armadas que "devastavam" a cidade. Durante os primeiros três meses daquele ano, diversos ataques a jornalistas na Cisjordânia e na Faixa de Gaza também foram atribuídos às brigadas, incluindo o ataque aos escritórios na Cisjordânia da rede de televisão árabe Al-Arabiya, cometido por homens mascarados que se identificavam como membros das Brigadas dos Mártires de Al-Aqsa. Os jornalistas palestinianos em Gaza convocaram uma greve geral em Gaza em 9 de Fevereiro, para protestar contra esta violência.
A Brigada dos Mártires de Al-Aqsa participou activamente dos distúrbios de Julho de 2004, na Faixa de Gaza, na qual oficiais palestinianos foram sequestrados, e os quartéis-generais da polícia e dos oficiais de segurança Autoridade Palestina foram atacados por homens armados. Estes tumultos levaram o gabinete palestino a declaram estado de emergência, e a situação da Autoridade Palestina foi descrita na mídia como sendo de "anarquia" e "caos".
As Brigadas dos Mártires de Al-Aqsa realizaram diversos ataques em conjunto com o grupo fundamentalista islâmico Hamas; estes ataques foram realizados principalmente na Faixa de Gaza. Além disso, as brigadas também realizaram ataques conjuntos com outros grupos militantes, como a Jihad Islâmica Palestina, os Comitês de Resistência Popular, e o Hizbollah, na Cisjordânia.
Os disparos de foguetes Qassam da Faixa de Gaza por integrantes do Hamas e das Brigadas de Mártires de Al-Aqsa é condenada por aqueles que vivem próximos aos locais de onde esses foguetes são disparados, devido às frequentes respostas militares israelitas.[carece de fontes?] Em 23 de julho de 2004 um garoto árabe de 15 anos foi fuzilado e morto por terroristas palestinianos, após ter, juntamente com sua família, tentado impedir fisicamente que um lança-foguetes fosse montado diante de sua casa. Cinco outras pessoas ficaram feridas no incidente.
Os escritórios em Gaza da União Europeia foram invadidos por 15 homens armados e mascarados, pertencentes às Brigadas dos Mártires de Al-Aqsa em 30 de janeiro de 2006. Os invasores exigiam um pedido de desculpas da Dinamarca e da Noruega pelas caricaturas da Jyllands-Posten sobre Maomé, abandonando no entanto o local 30 minutos após a invasão, sem disparar algum tiro ou ferir alguém.

## Cessar-fogo e amnistia
Em 14 de Julho de 2007, Zakaria Zubeidi, considerado o líder local de Jenin e o norte da Cisjordânia para as Brigadas dos Mártires de Al-Aqsa, procurado há muitos anos por Israel por sua actividades contra o país, concordou em interromper sua luta, depois que o primeiro-ministro israelita Ehud Olmert concedeu um perdão condicional para 178 terroristas presos nos territórios palestinianos.

## Retomada das operações
Em 22 de Agosto de 2007, de acordo com o Arutz Sheva, uma organização de imprensa israelita identificada com o sionismo religioso, a Brigada dos Mártires de Al-Aqsa teria anunciado o abandono de seu acordo de cessar os ataques contra Israel. As Brigadas de Al-Aqsa teriam abandonado o acordo devido à prisão de dois militantes, pelo exército israelita, que supostamente estariam na lista dos prisioneiros amnistiados pelo governo de Israel. De acordo com as Forças de Defesa de Israel, os dois homens teriam sido presos num posto de fronteira, e declararam envolvimento em "actividades terroristas", o que consequentemente determinava a sua prisão, de acordo com os termos do acordo de amnistia.
Pouco tempo após abandonar o acordo de amnistia e a promessa de interromper os ataques a Israel, homens armados pertencentes às Brigadas de Al-Aqsa em Gaza anunciaram que haviam iniciado o lançamento de centenas de foguetes e morteiros em cidades e vilas israelitas, dando o nome à campanha de "Buraco no Muro II".